# 拘尸那揭羅縣
拘尸那揭羅縣（英語：Kushinagar district）是印度的一個縣，位於該國北部，由北方邦負責管轄，面積2,873平方公里，識字率為67.66%，2011年人口3,560,830，人口密度每平方公里1,239人。

## 外部連結
- 官方网站

26°54′09″N 83°58′55″E / 26.90250°N 83.98194°E